# ليلى روز
ليلى غريس روز (بالإنجليزية: Lila Grace Rose) وهي ناشطة أمريكية مناهضة للإجهاض ومؤسسة منظمة لايف أكشن ولدت في يوم 27 يوليو 1988 في مدينة سان هوزيه، كاليفورنيا في الولايات المتحدة، وتعتبر من أكبر معارضات الإجهاض في الولايات المتحدة وهي محققة هو أسباب الإجهاض الكثيرة وقد أسست جمعية تنظيم الأسرة الأمريكية.

## حياتها
نشئت روز في سان هوزيه، كاليفورنيا وتلقت دروسها هناك ،ثم درست التاريخ في جامعة كاليفورنيا، لوس أنجلوس، وقد نشئت كبروتستانتية وثم اعتنقت الكاثوليكية.
وقد أسست جمعية برو لايف في عمر 15 وهي متأثرة بجان دارك ويسوع ومارك كروتشر ومارتن لوثر كينغ والأم تريزا وجون ويلكه.

## روابط خارجية
- ليلى روز على موقع IMDb (الإنجليزية)